# Plantilles de la Copa del Món de futbol de 1934
Plantilles oficials de les seleccions classificades per la fase final de la Copa del Món de Futbol 1934 d'Itàlia. Els equips participants són (cliqueu sobre el país per accedir a la plantilla):
| Equips participants | Equips participants | Equips participants | Equips participants |
| ------------------- | ------------------- | ------------------- | ------------------- |
| Itàlia              | Txecoslovàquia      | Alemanya            | Àustria             |
| Espanya             | Hongria             | Suïssa              | Suècia              |
| França              | Països Baixos       | Argentina           | Romania             |
| Egipte              | Brasil              | Bèlgica             | Estats Units        |

## Itàlia
| #    | Posició        | Nom                 | Naixement           | P. Sel.        | Club              |
| ---- | -------------- | ------------------- | ------------------- | -------------- | ----------------- |
| -    | Defensa        | Luigi Allemandi     | 18 de novembre 1903 | -              | Ambrosiana-Inter  |
| -    | Davanter       | Pietro Arcari       | 2 de desembre 1909  | -              | A.C. Milan        |
| -    | Migcampista    | Luigi Bertolini     | 13 de setembre 1904 | -              | Juventus F.C.     |
| -    | Davanter       | Felice Borel        | 5 d'abril 1914      | -              | Juventus F.C.     |
| -    | Defensa        | Umberto Caligaris   | 26 de juliol 1901   | -              | Juventus F.C.     |
| -    | Migcampista    | Armando Castellazzi | 7 d'octubre 1904    | -              | Ambrosiana-Inter  |
| -    | Porter         | Giuseppe Cavanna    | 18 de setembre 1905 | -              | AC Napoli         |
| -    | Porter         | Gianpiero Combi     | 20 de novembre 1902 | -              | Juventus F.C.     |
| -    | Davanter       | Attilio Demaría     | 19 de març 1909     | -              | Ambrosiana-Inter  |
| -    | Davanter       | Giovanni Ferrari    | 6 de desembre 1907  | -              | Juventus F.C.     |
| -    | Migcampista    | Attilio Ferraris    | 26 de març 1904     | -              | A.S. Roma         |
| -    | Davanter       | Enrique Guaita      | 11 de juliol 1910   | -              | A.S. Roma         |
| -    | Davanter       | Anfilogino Guarisi  | 26 de desembre 1905 | -              | S.S. Lazio        |
| -    | Porter         | Guido Masetti       | 22 de novembre 1907 | -              | A.S. Roma         |
| -    | Migcampista    | Giuseppe Meazza     | 23 d'agost 1910     | -              | Ambrosiana-Inter  |
| -    | Migcampista    | Luis Monti          | 15 de maig 1901     | -              | Juventus F.C.     |
| -    | Defensa        | Eraldo Monzeglio    | 5 de juny 1906      | -              | Bologna F.C. 1909 |
| -    | Davanter       | Raimundo Orsi       | 2 de desembre 1901  | -              | Juventus F.C.     |
| -    | Migcampista    | Mario Pizziolo      | 7 de desembre 1909  | -              | ACF Fiorentina    |
| -    | Defensa        | Virginio Rosetta    | 25 de febrer 1902   | -              | Juventus F.C.     |
| -    | Davanter       | Angelo Schiavio     | 15 de maig 1905     | -              | Bologna F.C. 1909 |
| -    | Migcampista    | Mario Varglien      | 26 de desembre 1905 | -              | Juventus F.C.     |
| Ent. | Vittorio Pozzo | Vittorio Pozzo      | Vittorio Pozzo      | Vittorio Pozzo | Vittorio Pozzo    |

## Txecoslovàquia
| #    | Posició     | Nom                | Naixement           | P. Sel.     | Club            |
| ---- | ----------- | ------------------ | ------------------- | ----------- | --------------- |
| -    | Migcampista | Jaroslav Bouček    | 13 de novembre 1912 | -           | AC Sparta Praha |
| -    | Defensa     | Jaroslav Burgr     | 7 de març 1906      | -           | AC Sparta Praha |
| -    | Migcampista | Štefan Čambal      | 17 de desembre1908  | -           | Slavia Praha    |
| -    | Defensa     | Josef Čtyřoký      | 30 de setembre 1906 | -           | AC Sparta Praha |
| -    | Defensa     | Ferdinand Daučík   | 31 de maig 1910     | -           | Slavia Praha    |
| -    | Davanter    | František Junek    | 17 de gener 1907    | -           | Slavia Praha    |
| -    | Davanter    | Géza Kalocsay      | 20 de juliol 1914   | -           | AC Sparta Praha |
| -    | Migcampista | Vlastimil Kopecký  | 14 d'octubre 1912   | -           | Slavia Praha    |
| -    | Migcampista | Josef Košťálek     | 31 d'agost 1909     | -           | AC Sparta Praha |
| -    | Migcampista | Rudolf Krčil       | 5 de març 1906      | -           | Slavia Praha    |
| -    | Davanter    | Oldřich Nejedlý    | 25 de desembre 1909 | -           | AC Sparta Praha |
| -    | Porter      | Ehrenfried Patzel  | 2 de desembre 1914  | -           | Teplitzer FK    |
| -    | Porter      | František Plánička | 2 de juny 1904      | -           | Slavia Praha    |
| -    | Davanter    | Antonín Puč        | 16 de maig 1907     | -           | Slavia Praha    |
| -    | Davanter    | Josef Silný        | 23 de gener 1902    | -           | AC Nimes        |
| -    | Migcampista | Adolf Šimperský    | 5 d'agost 1909      | -           | Slavia Praha    |
| -    | Davanter    | Jiří Sobotka       | 6 de juny 1911      | -           | Slavia Praha    |
| -    | Migcampista | Erich Srbek        | 4 de juny 1908      | -           | AC Sparta Praha |
| *    | Migcampista | František Šterc    | 27 de gener 1912    | -           | SK Židenice     |
| -    | Davanter    | František Svoboda  | 5 de juliol 1905    | -           | Slavia Praha    |
| -    | Migcampista | Antonín Vodička    | 1 de març 1907      | -           | Slavia Praha    |
| -    | Defensa     | Ladislav Ženíšek   | 7 de març 1904      | -           | Slavia Praha    |
| Ent. | Karel Petrů | Karel Petrů        | Karel Petrů         | Karel Petrů | Karel Petrů     |

## Alemanya
| #    | Posició     | Nom                  | Naixement           | P. Sel.   | Club                   |
| ---- | ----------- | -------------------- | ------------------- | --------- | ---------------------- |
| *    | Migcampista | Ernst Albrecht       | 12 de novembre 1907 | -         | Fortuna Düsseldorf     |
| -    | Davanter    | Jakob Bender         | 23 de març 1910     | -         | Fortuna Düsseldorf     |
| *    | Porter      | Fritz Buchloh        | 26 de novembre 1909 | -         | VfB Speldorf           |
| -    | Defensa     | Wilhelm Busch        | 4 de gener 1907     | -         | TuS Duisburg           |
| -    | Davanter    | Edmund Conen         | 10 de novembre 1914 | -         | FV Saarbrücken         |
| *    | Davanter    | Franz Dienert        |                     | -         | VfB Mühlburg           |
| -    | Migcampista | Rudolf Gramlich      | 6 de juny 1908      | -         | Eintracht Frankfurt    |
| -    | Defensa     | Sigmund Haringer     | 9 de desembre 1908  | -         | FC Bayern de Múnic     |
| -    | Davanter    | Matthias Heidemann   | 7 de febrer 1912    | -         | SC Bonn                |
| -    | Davanter    | Karl Hohmann         | 18 de juny 1908     | -         | VfL Benrath            |
| -    | Porter      | Hans Jakob           | 16 de juny 1908     | -         | Jahn Regensburg        |
| -    | Migcampista | Paul Janes           | 10 de març 1912     | -         | Fortuna Düsseldorf     |
| -    | Davanter    | Stanislaus Kobierski | 15 de novembre 1910 | -         | Fortuna Düsseldorf     |
| -    | Porter      | Willibald Kreß       | 13 de novembre 1906 | -         | Rot-Weiss Frankfurt    |
| -    | Davanter    | Ernst Lehner         | 7 de novembre 1912  | -         | Schwaben Augsburg      |
| -    | Migcampista | Reinhold Münzenberg  | 25 de gener 1909    | -         | Alemannia Aachen       |
| -    | Davanter    | Rudolf Noack         | 20 de març 1913     | -         | SV Hamburg             |
| -    | Defensa     | Hans Schwartz        | 1 de març 1913      | -         | SpVgg Viktoria Hamburg |
| -    | Davanter    | Otto Siffling        | 3 d'agost 1912      | -         | Waldhof Mannheim       |
| *    | Davanter    | Josef Streb          | 16 d'abril 1912     | -         | Wacker München         |
| -    | Migcampista | Fritz Szepan         | 2 de setembre 1907  | -         | FC Schalke 04          |
| -    | Migcampista | Paul Zielinski       | 20 de novembre 1911 | -         | SV Union Hamborn       |
| Ent. | Otto Nerz   | Otto Nerz            | Otto Nerz           | Otto Nerz | Otto Nerz              |

## Àustria
| #    | Posició     | Nom               | Naixement           | P. Sel.    | Club         |
| ---- | ----------- | ----------------- | ------------------- | ---------- | ------------ |
| -    | Davanter    | Josef Bican       | 25 de setembre 1913 | -          | Rapid Wien   |
| -    | Davanter    | Georg Braun       |                     | -          | Wiener SC    |
| -    | Defensa     | Franz Cisar       | 28 de novembre 1908 | -          | Wiener SC    |
| -    | Porter      | Friederich Franzl | 6 de març 1905      | -          | Wiener SC    |
| -    | Davanter    | Josef Hassmann    | 21 de maig 1910     | -          | First Vienna |
| -    | Migcampista | Leopold Hofmann   | 31 d'octubre 1905   | -          | First Vienna |
| -    | Davanter    | Johann Horvath    | maig 1903           | -          | First Vienna |
| -    | Defensa     | Anton Janda       | 1 de maig 1904      | -          | Admira Wien  |
| -    | Davanter    | Mathias Kaburek   | 9 de febrer 1911    | -          | Rapid Wien   |
| -    | Porter      | Peter Platzer     | 29 de maig 1910     | -          | Admira Wien  |
| -    | Porter      | Rudolf Raftl      | 7 de febrer 1911    | -          | Rapid Wien   |
| -    | Davanter    | Anton Schall      | 22 de juny 1907     | -          | Admira Wien  |
| -    | Defensa     | Willibald Schmaus | 16 de juny 1911     | -          | First Vienna |
| -    | Defensa     | Karl Sesta        | 18 de març 1906     | -          | Wiener SC    |
| -    | Davanter    | Matthias Sindelar | 10 de febrer 1903   | -          | Austria Wien |
| -    | Migcampista | Josef Smistik     | 28 de novembre 1905 | -          | Rapid Wien   |
| -    | Davanter    | Josef Stroh       | 5 de març 1913      | -          | Austria Wien |
| -    | Migcampista | Johann Urbanek    | 10 d'octubre 1910   | -          | Admira Wien  |
| -    | Davanter    | Rudolf Viertl     | 12 de novembre 1902 | -          | Austria Wien |
| -    | Migcampista | Franz Wagner      | 23 de setembre 1911 | -          | Rapid Wien   |
| -    | Davanter    | Hans Walzhofer    | 23 de març 1906     | -          | Wacker Wien  |
| -    | Davanter    | Karl Zischek      | 28 d'agost 1910     | -          | Wacker Wien  |
| Ent. | Hugo Meisl  | Hugo Meisl        | Hugo Meisl          | Hugo Meisl | Hugo Meisl   |

## Espanya
| #    | Posició       | Nom                 | Naixement           | P. Sel.       | Club                   |
| ---- | ------------- | ------------------- | ------------------- | ------------- | ---------------------- |
| -    | Davanter      | Crisant Bosch       | 26 de desembre 1907 | -             | RCD Espanyol           |
| -    | Davanter      | Campanal            | 9 de febrer 1912    | -             | Sevilla FC             |
| -    | Davanter      | Chacho              | 14 d'abril 1911     | -             | Deportivo de La Coruña |
| -    | Migcampista   | Leonardo Cilaurren  | 5 de novembre 1912  | -             | Athletic Bilbao        |
| -    | Defensa       | Ciriaco             | 8 d'agost 1904      | -             | Reial Madrid           |
| -    | Davanter      | Fede                | 14 d'octubre 1912   | -             | Sevilla FC             |
| -    | Davanter      | Guillermo Gorostiza | 15 de febrer 1909   | -             | Athletic Bilbao        |
| -    | Defensa       | Hilario             | 8 de desembre 1905  | -             | Reial Madrid           |
| -    | Davanter      | José Iraragorri     | 16 de març 1912     | -             | Athletic Bilbao        |
| -    | Davanter      | Lafuente            | 31 de desembre 1907 | -             | Athletic Bilbao        |
| -    | Davanter      | Isidro Lángara      | 25 de maig 1912     | -             | Real Oviedo            |
| -    | Davanter      | Simón Lecue         | 11 de febrer 1912   | -             | Real Betis             |
| -    | Migcampista   | Martín Marculeta    | 24 de setembre 1907 | -             | Reial Societat         |
| -    | Davanter      | Luis Marín          | 4 de setembre 1906  | -             | Atlètic de Madrid      |
| -    | Migcampista   | José Muguerza       | 15 de setembre 1911 | -             | Athletic Bilbao        |
| -    | Porter        | Joan Josep Nogués   | 28 de març 1909     | -             | FC Barcelona           |
| -    | Defensa       | Jacinto Quincoces   | 17 de juliol 1905   | -             | Reial Madrid           |
| -    | Davanter      | Luis Regueiro       | 1 de juliol 1908    | -             | Reial Madrid           |
| -    | Davanter      | Pere Solé           | 7 de maig 1905      | -             | RCD Espanyol           |
| -    | Davanter      | Martí Ventolrà      | 16 de desembre 1906 | -             | FC Barcelona           |
| -    | Defensa       | Ramon Zabalo        | 10 de juny 1910     | -             | FC Barcelona           |
| -    | Porter        | Ricard Zamora       | 21 de gener 1901    | -             | Reial Madrid           |
| Ent. | Amadeo García | Amadeo García       | Amadeo García       | Amadeo García | Amadeo García          |

## Hongria
| #    | Posició     | Nom              | Naixement           | P. Sel.    | Club                 |
| ---- | ----------- | ---------------- | ------------------- | ---------- | -------------------- |
| -    | Davanter    | István Avar      | 30 de maig 1905     | -          | Újpesti TE           |
| -    | Defensa     | Sándor Bíró      | 19 d'agost 1911     | -          | MTK Hungária FC      |
| -    | Migcampista | János Dudás      |                     | -          | MTK Hungária FC      |
| -    | Defensa     | Gyula Futó       | 29 de desembre 1908 | -          | Újpesti TE           |
| -    | Porter      | József Háda      | 2 de març 1911      | -          | Ferencvárosi TC      |
| -    | Davanter    | Tibor Kemény     | 5 de març 1913      | -          | Ferencvárosi TC      |
| -    | Migcampista | Gyula Lázár      | 24 de gener 1911    | -          | Ferencvárosi TC      |
| -    | Davanter    | Imre Markos      | 9 de juny 1908      | -          | Debreceni Bocskai FC |
| *    | Migcampista | János Móré       |                     | -          | Ferencvárosi TC      |
| -    | Migcampista | István Palotás   | 5 de març 1908      | -          | Debreceni Bocskai FC |
| -    | Migcampista | Gyula Polgár     | 8 de febrer 1912    | -          | Ferencvárosi TC      |
| *    | Defensa     | Rezső Rozgonyi   |                     | -          | Kispesti FC          |
| -    | Davanter    | György Sárosi    | 15 de setembre 1912 | -          | Ferencvárosi TC      |
| -    | Migcampista | Rezső Somlai     | 1911                | -          | Kispesti FC          |
| -    | Defensa     | László Sternberg | 28 de maig 1905     | -          | Újpesti TE           |
| -    | Porter      | Antal Szabó      | 4 de setembre 1910  | -          | MTK Hungária FC      |
| -    | Davanter    | Gábor P. Szabó   | 14 d'octubre 1902   | -          | Újpesti TE           |
| -    | Migcampista | Antal Szalay     | 12 de març 1912     | -          | Újpesti TE           |
| -    | Migcampista | György Szűcs     | 23 d'abril 1912     | -          | Újpesti TE           |
| -    | Davanter    | István Tamássy   |                     | -          | Újpesti TE           |
| -    | Davanter    | Pál Teleki       | 5 de març 1906      | -          | Debreceni Bocskai FC |
| -    | Davanter    | Géza Toldi       | 11 de febrer 1909   | -          | Ferencvárosi TC      |
| *    | Migcampista | József Turay     | 1 de març 1905      | -          | Ferencvárosi TC      |
| -    | Defensa     | József Vágó      |                     | -          | Debreceni Bocskai FC |
| *    | Davanter    | János Vanicsek   |                     | -          | FC Padova            |
| -    | Davanter    | Jenő Vincze      | 20 de novembre 1908 | -          | Debreceni Bocskai FC |
| Ent. | Ödön Nádas  | Ödön Nádas       | Ödön Nádas          | Ödön Nádas | Ödön Nádas           |

## Suïssa
| #    | Posició      | Nom                | Naixement           | P. Sel.      | Club                    |
| ---- | ------------ | ------------------ | ------------------- | ------------ | ----------------------- |
| -    | Davanter     | André Abegglen     | 7 de març 1909      | -            | Grasshopper-Club Zürich |
| -    | Porter       | Renato Bizzozero   | 1900                | -            | FC Lugano               |
| -    | Davanter     | Joseph Bossi       | 29 d'agost 1911     | -            | FC Bern                 |
| -    | Davanter     | Albert Büche       | 1911                | -            | FC Nordstern Basel      |
| -    | Davanter     | Otto Bühler        |                     | -            | Grasshopper-Club Zürich |
| -    | Migcampista  | Ernst Frick        | 1900                | -            | FC Luzern               |
| -    | Defensa      | Louis Gobet        | 28 d'octubre 1908   | -            | FC Bern                 |
| -    | Migcampista  | Albert Guinchard   | 10 de novembre 1914 | -            | Servette FC             |
| -    | Davanter     | Erwin Hochsträsser |                     | -            | Lausanne Sports         |
| -    | Porter       | Willy Huber        | 17 de desembre 1913 | -            | Grasshopper-Club Zürich |
| -    | Migcampista  | Ernst Hufschmid    | 4 de febrer 1913    | -            | FC Basel                |
| -    | Migcampista  | Fernand Jaccard    | 8 d'octubre 1907    | -            | FC La Tour-de-Peilz     |
| -    | Davanter     | Alfred Jäck        | 2 d'agost 1911      | -            | FC Basel                |
| -    | Davanter     | Willy Jäggi        | 28 de juliol 1906   | -            | Lausanne Sports         |
| -    | Davanter     | Leopold Kielholz   | 9 de juny 1911      | -            | Servette FC             |
| -    | Migcampista  | Edmond Loichot     |                     | -            | Servette FC             |
| -    | Defensa      | Severino Minelli   | 6 de setembre 1909  | -            | Grasshopper-Club Zürich |
| -    | Defensa      | Arnaldo Ortelli    |                     | -            | FC Lugano               |
| -    | Davanter     | Raymond Passello   | 12 de gener 1905    | -            | Servette FC             |
| -    | Porter       | Frank Séchehaye    | 3 de novembre 1907  | -            | Servette FC             |
| -    | Davanter     | Willy von Känel    | 30 d'octubre 1909   | -            | FC Bienne-Biel          |
| -    | Defensa      | Max Weiler         | 25 de setembre 1900 | -            | Grasshopper-Club Zürich |
| -    | Defensa      | Walter Weiler      | 4 de desembre 1903  | -            | Grasshopper-Club Zürich |
| Ent. | Heini Müller | Heini Müller       | Heini Müller        | Heini Müller | Heini Müller            |

## Suècia
| #    | Posició     | Nom                | Naixement           | P. Sel.    | Club                   |
| ---- | ----------- | ------------------ | ------------------- | ---------- | ---------------------- |
| -    | Migcampista | Ernst Andersson    | 26 de març 1909     | -          | IFK Göteborg           |
| -    | Davanter    | Otto Andersson     | 7 de maig 1910      | -          | Örgryte IS             |
| -    | Defensa     | Sven Andersson     | 14 de febrer 1907   | -          | AIK Stockholm          |
| -    | Defensa     | Nils Axelsson      | 18 de gener 1906    | -          | Helsingborgs IF        |
| -    | Migcampista | Rune Carlsson      | 1 d'octubre 1909    | -          | IFK Eskilstuna         |
| -    | Migcampista | Victor Carlund     | 5 de febrer 1906    | -          | Örgryte IS             |
| -    | Davanter    | Gösta Dunker       | 16 de setembre 1905 | -          | Sandvikens IF          |
| -    | Davanter    | Ragnar Gustavsson  | 28 de setembre 1907 | -          | GAIS                   |
| -    | Davanter    | Carl-Erik Holmberg |                     | -          | Örgryte IS             |
| -    | Davanter    | Gunnar Jansson     |                     | -          | Gefle IF               |
| -    | Migcampista | Georg Johansson    |                     | -          | IK Brage               |
| -    | Davanter    | Sven Jonasson      | 9 de juliol 1909    | -          | IF Elfsborg Boras      |
| -    | Davanter    | Tore Keller        | 4 de gener 1905     | -          | IK Sleipner Norrkoping |
| -    | Davanter    | Knut Kroon         | 19 de juny 1906     | -          | Helsingborgs IF        |
| -    | Migcampista | Helge Liljebjörn   | 1904                | -          | GAIS                   |
| -    | Davanter    | Harry Lundahl      |                     | -          | IFK Eskilstuna         |
| -    | Davanter    | Gunnar Olsson      |                     | -          | GAIS                   |
| -    | Migcampista | Nils Rosén         | 22 de maig 1902     | -          | Helsingborgs IF        |
| -    | Porter      | Anders Rydberg     | 3 de març 1903      | -          | IFK Göteborg           |
| -    | Migcampista | Einar Snitt        |                     | -          | Sandvikens IF          |
| -    | Davanter    | Arvid Thörn        |                     | -          | IFK Grängesberg        |
| -    | Porter      | Eivar Widlund      |                     | -          | AIK Solna              |
| Ent. | Josef Nagy  | Josef Nagy         | Josef Nagy          | Josef Nagy | Josef Nagy             |

## França
| #    | Posició     | Nom                 | Naixement           | P. Sel.     | Club                   |
| ---- | ----------- | ------------------- | ------------------- | ----------- | ---------------------- |
| -    | Davanter    | Joseph Alcazar      | 15 de juny 1911     | -           | Olympique de Marseille |
| -    | Davanter    | Alfred Aston        | 16 de maig 1912     | -           | Red Star Paris         |
| -    | Migcampista | Georges Beaucourt   | 15 d'abril 1912     | -           | Lille OSC              |
| -    | Davanter    | Roger Courtois      | 30 de maig 1912     | -           | FC Sochaux             |
| -    | Porter      | Robert Défossé      | 16 de juny 1909     | -           | Lille OSC              |
| -    | Migcampista | Edmond Delfour      | 1 de novembre 1907  | -           | RC Paris               |
| -    | Migcampista | Célestin Delmer     | 15 de febrer 1907   | -           | Amiens                 |
| -    | Migcampista | Louis Gabrillargues | 16 de juny 1914     | -           | FC Sète                |
| -    | Defensa     | Joseph Gonzales     | 1907                | -           | Fives                  |
| -    | Davanter    | Fritz Keller        | 21 d'agost 1913     | -           | Strasbourg             |
| -    | Davanter    | Pierre Korb         | 20 d'abril 1908     | -           | FC Mulhouse            |
| -    | Davanter    | Lucien Laurent      | 10 de desembre 1907 | -           | CA Paris               |
| -    | Migcampista | Noël Lietaer        | 17 de novembre 1908 | -           | Excelsior Roubaix      |
| -    | Porter      | René Llense         | 14 de juliol 1913   | -           | FC Sète                |
| -    | Defensa     | Jacques Mairesse    | 27 de febrer 1905   | -           | Red Star Paris         |
| -    | Defensa     | Étienne Mattler     | 25 de desembre 1905 | -           | FC Sochaux             |
| -    | Davanter    | Jean Nicolas        | 9 de juny 1913      | -           | FC Rouen               |
| -    | Migcampista | Roger Rio           | 13 de febrer 1913   | -           | FC Rouen               |
| -    | Porter      | Alex Thépot         | 30 de juliol 1906   | -           | Red Star Paris         |
| -    | Defensa     | Jules Vandooren     | 30 de desembre 1908 | -           | OC Lillois             |
| -    | Davanter    | Émile Veinante      | 12 de juny 1907     | -           | RC Paris               |
| -    | Migcampista | Georges Verriest    | 15 de juliol 1909   | -           | RC Roubaix             |
| Ent. | Sid Kimpton | Sid Kimpton         | Sid Kimpton         | Sid Kimpton | Sid Kimpton            |

## Països Baixos
| #    | Posició            | Nom                 | Naixement           | P. Sel.            | Club                     |
| ---- | ------------------ | ------------------- | ------------------- | ------------------ | ------------------------ |
| -    | Migcampista        | Wim Anderiesen      | 27 de novembre 1903 | -20                | Ajax Amsterdam           |
| -    | Davanter           | Bep Bakhuys         | 16 d'abril 1909     | -7                 | AC Zwolle                |
| -    | Davanter           | Jan Graafland       |                     | -0                 | HBS Den Haag             |
| -    | Porter             | Leo Halle           | 17 de febrer 1903   | -2                 | Go Ahead Eagles Deventer |
| -    | Davanter           | Wim Lagendaal       | 13 d'abril 1909     | -0                 | Xerxes Rotterdam         |
| -    | Davanter           | Kees Mijnders       | 28 de setembre 1912 | -3                 | DFC Dordrecht            |
| -    | Davanter           | Jaap Mol            | 3 de febrer 1912    | -5                 | KFC Koog                 |
| -    | Migcampista        | Toon Oprinsen       | 25 de novembre 1910 | -1                 | NOAD Breda               |
| -    | Migcampista        | Bas Paauwe          | 4 d'octubre 1911    | -1                 | SC Feyenoord Rotterdam   |
| -    | Migcampista        | Henk Pellikaan      | 10 de novembre 1910 | -10                | Longa Tilburg            |
| -    | Davanter           | Arend Schoemaker    | 8 de novembre 1911  | -1                 | Quick Den Haag           |
| -    | Davanter           | Kick Smit           | 3 de novembre 1911  | -4                 | HFC Haarlem              |
| -    | Porter             | Gejus van de Meulen | 23 de gener 1903    | -53                | HFC Haarlem              |
| -    | Defensa            | Jan van Diepenbeek  | 5 d'agost 1903      | -2                 | Ajax Amsterdam           |
| -    | Migcampista        | Puck van Heel       | 21 de gener 1904    | -41                | SC Feyenoord Rotterdam   |
| -    | Porter             | Adri van Male       | 7 d'octubre 1910    | -4                 | SC Feyenoord Rotterdam   |
| -    | Davanter           | Joop van Nellen     | 15 de març 1910     | -17                | DHC                      |
| -    | Defensa            | Sjef van Run        | 12 de juliol 1904   | -19                | PSV Eindhoven            |
| -    | Davanter           | Leen Vente          | 14 de maig 1911     | -5                 | Neptunus Rotterdam       |
| -    | Davanter           | Manus Vrauwdeunt    | 29 d'abril 1915     | -0                 | SC Feyenoord Rotterdam   |
| -    | Defensa            | Mauk Weber          | 1 de març 1914      | -14                | ADO Den Haag             |
| -    | Davanter           | Frank Wels          | 21 de febrer 1909   | -14                | Unitas Gorinchem         |
| Ent. | Robert Glendenning | Robert Glendenning  | Robert Glendenning  | Robert Glendenning | Robert Glendenning       |

## Argentina
| #    | Posició         | Nom                      | Naixement           | P. Sel.         | Club                                  |
| ---- | --------------- | ------------------------ | ------------------- | --------------- | ------------------------------------- |
| -    | Migcampista     | Ernesto Albarracín       |                     | -               | Club Sportivo Buenos Aires            |
| -    | Defensa         | Ramón Astudillo          |                     | -               | Colón de Santa Fe                     |
| -    | Defensa         | Ernesto Belis            | 1 de febrer 1909    | -               | Club Atlético Defensores de Belgrano  |
| -    | Defensa         | Enrique Chimento         |                     | -               | Club Atlético Barracas Central        |
| -    | Davanter        | Alfredo Devincenzi       | 24 de gener 1911    | -               | Club Atlético Estudiantil Porteño     |
| -    | Porter          | Héctor Freschi           | 22 de maig 1911     | -               | Sarmiento Chaco                       |
| -    | Davanter        | Alberto Galateo          | 1913                | -               | Unión de Santa Fe                     |
| -    | Porter          | Ángel Grippa             |                     | -               | Club Sportivo Alsina                  |
| -    | Davanter        | Roberto Irañeta          | 21 de març 1915     | -               | Club de Gimnasia y Esgrima de Mendoza |
| -    | Davanter        | Luis Izzeta              |                     | -               | Club Atlético Defensores de Belgrano  |
| -    | Migcampista     | Arcadio López            | 15 de setembre 1910 | -               | Club Sportivo Buenos Aires            |
| -    | Migcampista     | Alfonso Lorenzo          |                     | -               | Club Atlético Barracas Central        |
| -    | Migcampista     | José Nehin               | 1911                | -               | Club Sportivo Desamparados            |
| -    | Defensa         | Juan Pedevilla           | 6 de juny 1909      | -               | Club Atlético Estudiantil Porteño     |
| -    | Davanter        | Francisco Pérez          |                     | -               | Club Almagro                          |
| -    | Davanter        | Francisco Rúa            | 4 de febrer 1911    | -               | Club Sportivo Dock Sud                |
| -    | Migcampista     | Constantino Urbieta Sosa | 12 d'agost 1907     | -               | Godoy Cruz Mendoza                    |
| -    | Davanter        | Federico Wilde           | 1909                | -               | Unión de Santa Fe                     |
| Ent. | Felipe Pascucci | Felipe Pascucci          | Felipe Pascucci     | Felipe Pascucci | Felipe Pascucci                       |

## Romania
| #    | Posició                         | Nom                             | Naixement                       | P. Sel.                         | Club                            |
| ---- | ------------------------------- | ------------------------------- | ------------------------------- | ------------------------------- | ------------------------------- |
| -    | Defensa                         | Gheorghe Albu                   | 12 de setembre 1909             | -                               | Venus Bucureşti                 |
| -    | Davanter                        | Iuliu Baratky                   | 14 de maig 1910                 | -                               | Crişana Oradea                  |
| -    | Davanter                        | Zoltán Beke                     | 30 de juliol 1911               | -                               | Ripensia Timişoara              |
| -    | Davanter                        | Silviu Bindea                   | 24 d'octubre 1912               | -                               | Ripensia Timişoara              |
| -    | Davanter                        | Iuliu Bodola                    | 26 de febrer 1912               | -                               | CAO Oradea                      |
| -    | Defensa                         | Rudolf Bürger                   | 31 d'octubre 1908               | -                               | Ripensia Timişoara              |
| -    | Davanter                        | Gheorghe Ciolac                 | 10 d'agost 1908                 | -                               | Ripensia Timişoara              |
| -    | Defensa                         | Alexandru Cuedan                | 26 de setembre 1910             | -                               | Rapid Bucureşti                 |
| -    | Migcampista                     | Vasile Deheleanu                | 12 d'agost 1910                 | -                               | Ripensia Timişoara              |
| -    | Davanter                        | Ştefan Dobay                    | 26 de setembre 1909             | -                               | Ripensia Timişoara              |
| -    | Migcampista                     | Gusztáv Juhász                  | 19 de desembre 1911             | -                               | Juventus Bucureşti              |
| -    | Davanter                        | István Klimek                   |                                 | -                               | ILSA Timişoara                  |
| -    | Migcampista                     | Rudolf Kotormány                | 23 de gener 1911                | -                               | Ripensia Timişoara              |
| -    | Davanter                        | Nicolae Kovacs                  | 29 d'octubre 1911               | -                               | CAO Oradea                      |
| -    | Migcampista                     | József Moravetz                 | 14 de gener 1911                | -                               | RGMT Timişoara                  |
| -    | Porter                          | Adalbert Püllöck                | 6 d'abril 1907                  | -                               | Crişana Oradea                  |
| -    | Davanter                        | Sándor Schwartz                 | 18 de gener 1909                | -                               | Ripensia Timişoara              |
| -    | Davanter                        | Graţian Sepi                    | 30 de desembre 1910             | -                               | Universitatea Cluj              |
| -    | Defensa                         | Lazăr Sfera                     | 29 d'abril 1909                 | -                               | Venus Bucureşti                 |
| -    | Defensa                         | Emerich Vogl                    | 12 d'agost 1905                 | -                               | Juventus Bucureşti              |
| -    | Porter                          | Károly Weichelt                 | 1906                            | -                               | CAO Oradea                      |
| -    | Porter                          | Vilmos Zombori                  | 11 de gener 1906                | -                               | Ripensia Timişoara              |
| Ent. | Josef Uridil i Costel Rădulescu | Josef Uridil i Costel Rădulescu | Josef Uridil i Costel Rădulescu | Josef Uridil i Costel Rădulescu | Josef Uridil i Costel Rădulescu |

## Egipte
| #    | Posició      | Nom               | Naixement           | P. Sel.      | Club                       |
| ---- | ------------ | ----------------- | ------------------- | ------------ | -------------------------- |
| -    | Defensa      | Abdelhamid Abdou  |                     | -            | El-Olympi Club Alexandria  |
| -    | Migcampista  | Mohammed Bakhati  |                     | -            | Zamalek Mokhtalat          |
| -    | Migcampista  | Hassan El-Far     | 1913                | -            | Zamalek Mokhtalat          |
| -    | Davanter     | Wagih El-Kashef   |                     | -            | Al-Ahly National SC        |
| -    | Davanter     | Mahmoud El-Nigero |                     | -            | Cairo Shourta Police       |
| -    | Defensa      | Ali El-Kaf        | 10 d'abril 1908     | -            | Zamalek Mokhtalat          |
| -    | Defensa      | Yacout El-Soury   |                     | -            | Al-Ittihad Alexandria Club |
| -    | Davanter     | Mokhtar El-Tetch  | 23 de desembre 1907 | -            | Al-Ahly National SC        |
| -    | Porter       | Aziz Fahmy        |                     | -            | Al-Ahly National SC        |
| -    | Davanter     | Abdel Fawzi       | 11 d'agost 1909     | -            | Al-Masry AC Port Said      |
| -    | Migcampista  | Ahmed Halim       |                     | -            | Zamalek Mokhtalat          |
| -    | Defensa      | Sharli Hamidu     |                     | -            | El-Olympi Club Alexandria  |
| -    | Davanter     | Mohammed Hassan   | 13 de febrer 1912   | -            | Al-Masry AC Port Said      |
| -    | Migcampista  | Hafez Kasseb      |                     | -            | El-Olympi Club Alexandria  |
| -    | Davanter     | Mohamed Latif     | 23 d'octubre 1909   | -            | Zamalek Mokhtalat          |
| -    | Davanter     | Labib Mahmoud     |                     | -            | Al-Ahly National SC        |
| -    | Porter       | Mustafa Mansour   | 2 d'agost 1914      | -            | Al-Ahly National SC        |
| -    | Davanter     | Kamel Mosaoud     |                     | -            | Al-Ahly National SC        |
| -    | Migcampista  | Ismail Rafaat     | 1908                | -            | Zamalek Mokhtalat          |
| -    | Migcampista  | Hassan Raghab     | 1909                | -            | Al-Ittihad Alexandria Club |
| -    | Migcampista  | Ali Shafi         |                     | -            | Zamalek Mokhtalat          |
| -    | Davanter     | Mostafa Taha      | 23 de març 1910     | -            | Zamalek Mokhtalat          |
| Ent. | James McCrae | James McCrae      | James McCrae        | James McCrae | James McCrae               |

## Brasil
| #    | Posició      | Nom               | Naixement           | P. Sel.      | Club                  |
| ---- | ------------ | ----------------- | ------------------- | ------------ | --------------------- |
| -    | Migcampista  | Ariel             | 22 de febrer 1910   | -            | Botafogo              |
| -    | Davanter     | Armandinho        | 6 de març 1911      | -            | São Paulo da Floresta |
| -    | Davanter     | Áttila            | 16 de desembre 1910 | -            | Botafogo              |
| -    | Migcampista  | Canalli           | 12 de març 1907     | -            | Botafogo              |
| -    | Davanter     | Carvalho Leite    | 25 de juny 1912     | -            | Botafogo              |
| -    | Porter       | Germano           | 14 de març 1911     | -            | Botafogo              |
| -    | Davanter     | Leônidas          | 6 de setembre 1913  | -            | Vasco da Gama         |
| -    | Defensa      | Luiz Luz          | 29 de novembre 1909 | -            | Peñarol               |
| -    | Davanter     | Luizinho          | 29 de març 1911     | -            | São Paulo da Floresta |
| -    | Migcampista  | Martim            | 2 de març 1911      | -            | Botafogo              |
| -    | Defensa      | Octacílio         | 21 de novembre 1909 | -            | Botafogo              |
| -    | Davanter     | Patesko           | 12 de novembre 1910 | -            | Nacional              |
| -    | Porter       | Pedrosa           | 8 de juliol 1913    | -            | Botafogo              |
| -    | Defensa      | Sylvio Hoffman    | 11 de maig 1905     | -            | São Paulo da Floresta |
| -    | Migcampista  | Tinoco            | 2 de desembre 1904  | -            | Vasco da Gama         |
| -    | Migcampista  | Waldyr            | 21 de març 1912     | -            | Botafogo              |
| -    | Davanter     | Waldemar de Brito | 17 de maig 1913     | -            | São Paulo da Floresta |
| Ent. | Luiz Vinhaes | Luiz Vinhaes      | Luiz Vinhaes        | Luiz Vinhaes | Luiz Vinhaes          |

## Bèlgica
| #    | Posició         | Nom                  | Naixement           | P. Sel.         | Club                                    |
| ---- | --------------- | -------------------- | ------------------- | --------------- | --------------------------------------- |
| -    | Porter          | Arnold Badjou        | 26 de juny 1909     | -               | Daring Club de Bruxelles Societe Royale |
| -    | Migcampista     | Désiré Bourgeois     |                     | -               | RFC Malinois                            |
| -    | Davanter        | Jean Brichaut        | 29 de juliol 1911   | -               | Royal Standard Club Liege               |
| -    | Davanter        | Jean Capelle         | 26 d'octubre 1913   | -               | Royal Standard Club Liege               |
| -    | Migcampista     | Jean Claessens       | 18 de juny 1908     | -               | R. Union Saint-Gilloise                 |
| -    | Davanter        | François Devries     | 21 d'agost 1913     | -               | Royal Antwerp FC                        |
| -    | Davanter        | Laurent Grimmonprez  | 14 de desembre 1902 | -               | Royal Racing Club de Gand               |
| -    | Migcampista     | August Hellemans     | 14 de setembre 1907 | -               | Royal FC Malinois                       |
| -    | Davanter        | Albert Heremans      |                     | -               | Daring Club de Bruxelles Societe Royale |
| -    | Defensa         | Constant Joacim      | 3 de març 1908      | -               | Royal Berchem Sport                     |
| -    | Davanter        | Robert Lamoot        |                     | -               | Daring Club de Bruxelles Societe Royale |
| -    | Davanter        | René Ledent          | 8 de novembre 1907  | -               | Royal Standard Club Liege               |
| -    | Defensa         | Jules Pappaert       | 5 de novembre 1905  | -               | R. Union Saint-Gilloise                 |
| -    | Migcampista     | Frans Peeraer        | 15 de febrer 1913   | -               | Royal Antwerp FC                        |
| *    | Migcampista     | Georges Putmans      | 29 de maig 1914     | -               | Royal Standard Club Liege               |
| -    | Migcampista     | Charles Simons       |                     | -               | Royal Antwerp FC                        |
| -    | Defensa         | Philibert Smellinckx | 17 de gener 1911    | -               | R. Union Saint-Gilloise                 |
| -    | Migcampista     | Joseph Van Ingelgem  |                     | -               | Daring Club Bruxelles                   |
| -    | Porter          | André Vandeweyer     | 21 de juny 1909     | -               | R. Union Saint-Gilloise                 |
| -    | Davanter        | Louis Versyp         | 5 de desembre 1908  | -               | Royal FC Brugeois                       |
| -    | Davanter        | Bernard Voorhoof     | 10 de maig 1910     | -               | KSK Liersche                            |
| -    | Migcampista     | Félix Welkenhuysen   | 12 de desembre 1908 | -               | R. Union Saint-Gilloise                 |
| Ent. | Hector Goetinck | Hector Goetinck      | Hector Goetinck     | Hector Goetinck | Hector Goetinck                         |

## Estats Units
| #    | Posició     | Nom                | Naixement           | P. Sel.     | Club                          |
| ---- | ----------- | ------------------ | ------------------- | ----------- | ----------------------------- |
| -    | Migcampista | Thomas Amrhein     | 1911                | -           | Baltimore Canton              |
| -    | Defensa     | Edward Czerkiewicz | 8 de juliol 1912    | -           | Pawtucket Rangers             |
| -    | Davanter    | Walter Dick        | 20 de setembre 1905 | -           | Pawtucket Rangers             |
| -    | Davanter    | Aldo Donelli       | 22 de juliol 1907   | -           | Pittsburgh Curry Silver Tops  |
| -    | Migcampista | William Fiedler    | 1910                | -           | Philadelphia German-Americans |
| -    | Migcampista | Tom Florie         | 6 de setembre 1897  | -           | Pawtucket Rangers             |
| -    | Migcampista | Jimmy Gallagher    | 7 de juny 1901      | -           | Cleveland Slavia              |
| -    | Migcampista | Billy Gonsalves    | 10 d'agost 1908     | -           | St. Louis Stix, Baer & Fuller |
| -    | Defensa     | Al Harker          | 11 d'abril 1910     | -           | Philadelphia German-Americans |
| -    | Porter      | Julius Hjulian     | 15 de març 1903     | -           | Chicago Wonderbolts           |
| -    | Migcampista | William Lehmann    | 20 de desembre 1901 | -           | St. Louis Stix, Baer & Fuller |
| -    | Migcampista | Tom Lynch          |                     | -           | Brooklyn Celtics              |
| -    | Defensa     | Joe Martinelli     | 1916                | -           | Pawtucket Rangers             |
| -    | Davanter    | Willie McLean      |                     | -           | St. Louis Stix, Baer & Fuller |
| -    | Defensa     | George Moorhouse   | 4 de maig 1901      | -           | New York Americans            |
| -    | Davanter    | Werner Nilsen      | 24 de febrer 1904   | -           | St. Louis Stix, Baer & Fuller |
| -    | Migcampista | Peter Pietras      | 21 d'abril 1908     | -           | Philadelphia German-Americans |
| -    | Defensa     | Herman Rapp        | 1907                | -           | Philadelphia German-Americans |
| -    | Davanter    | Francis Ryan       | 10 de gener 1908    | -           | Philadelphia German-Americans |
| Ent. | David Gould | David Gould        | David Gould         | David Gould | David Gould                   |

- *: Les alineacions inclouen reserves, alternatius i jugadors preseleccionats que poden haver participat en la qualificació o a partits amistosos previs a la competició, però no necessàriament a la fase final mateixa.